# Förderkreis Archäologie in Baden
Der Förderkreis Archäologie in Baden e. V. ist seit 2025 in der Gesellschaft für Archäologie in Baden-Württemberg e. V. aufgegangen. Er war mit rund 1000 Mitgliedern einer der großen archäologischen Vereine Südwestdeutschlands und setzte sich für die Belange der Archäologie Badens und der Archäologischen Denkmalpflege ein. Ziele des Vereins waren zum einen, interessierten Laien die Arbeit der wissenschaftlichen Archäologie in Baden nahezubringen, zum anderen, landesarchäologische Projekte finanziell zu unterstützen.

## Geschichte
Am 6. April 1968 gründeten Freiburger und Karlsruher Archäologen und Denkmalpfleger gemeinsam mit kulturpolitisch engagierten Bürgerinnen und Bürgern den Förderkreis für die ur- und frühgeschichtliche Forschung in Baden, der am 27. Juni desselben Jahres ins Vereinsregister eingetragen wurde.
Als Zweck des Vereins wurde formuliert, die zuständigen staatlichen Stellen bei ihrer Aufgabe zu unterstützen, archäologische Funde in Baden, welche durch die verstärkte Bautätigkeit nach Kriegsende gefährdet seien, vor der Zerstörung zu bewahren. Dies sollte durch finanzielle Mittel wie auch durch die Vermittlung von Ergebnissen archäologischer Forschung an ein breiteres Publikum geschehen. Außerdem sollten interessierte Laien zur aktiven Mithilfe bei der archäologischen Arbeit gewonnen werden. Vorausgegangen waren bereits seit Anfang des 19. Jahrhunderts verschiedentliche Bemühungen von privater wie von staatlicher Seite, die landesarchäologische Forschung in Baden zu fördern und das Interesse der Öffentlichkeit dafür zu wecken.
Hauptinitiatoren der Gründung waren „Laien“ ohne wissenschaftlichen archäologischen Hintergrund: der technische Kaufmann Paul Eigendorf aus St. Georgen im Schwarzwald, der Fabrikant Kuno Moser aus Unterkirnach und der Prokurist Herbert Cordes aus Schwenningen, deren archäologisches Interesse durch die Ausgrabungen von Edward Sangmeister geweckt worden war, unterstützt durch den Freiburger Hauptkonservator August Eckerle.
Bei der Vereinsgründung wurde Paul Eigendorf Vorsitzender, Philipp Brucker (Oberbürgermeister von Lahr/Schwarzwald) Stellvertretender Vorsitzender, Rolf Dehn (damals Kreisarchäologe in Singen/Hohentwiel) Schriftführer und H. Banzhaf (Stadtoberinspektor in Freiburg) Kassenwart. Die Geschäftsstelle war zunächst in St. Georgen, der Sitz in Freiburg i. Br. Die Mitgliederzahl stieg bis zum Jahresende 1968 auf 219, im Jahr 1975 waren es über 1000 Mitglieder.
Kurz nach der Gründung wurde die Herausgabe einer Zeitschrift beschlossen, die Archäologischen Nachrichten aus Baden, welche seit 1968 ein- bis zweimal jährlich erscheint. Der erste Schriftleiter war der Studienrat Hans Peter Kraft (späteres Ehrenmitglied). Die Reihe wurde mit der Ausgabe 100 im Jahr 2024 eingestellt.
Im Jahr 1972 entstand die regionale Arbeitsgruppe Freiburg, 1975 die Regionalgruppe Karlsruhe, 1996 die Arbeitsgruppe Mannheim/Kurpfalz.
1993 erfolgte eine Namensänderung. Der Begriff „Archäologie“ erschien zu diesem Zeitpunkt „umfassender, zeitgemäßer, kürzer und prägnanter“ als „Ur- und Frühgeschichte“.
2000 wurde erstmals der Archäologie-Preis Baden-Württemberg gemeinsam mit der Gesellschaft für Archäologie in Württemberg und Hohenzollern verliehen.
Im Jahr 2002 begann der Förderkreis, sich an der Herausgabe des Jahrbuchs Archäologische Ausgrabungen in Baden-Württemberg zu beteiligen, das seit 1981 erscheint. Mitherausgeber sind das Landesamt für Denkmalpflege im Regierungspräsidium Stuttgart und die Gesellschaft für Archäologie in Württemberg und Hohenzollern.
Die Geschäftsstelle zog 2007 nach Heidelberg um. Das erste Mitteilungsblatt für die Vereinsmitglieder erschien im Jahr 2008. 2010 gründete der Förderkreis zusammen mit der Gesellschaft für Archäologie in Württemberg und Hohenzollern die Förderstiftung Archäologie in Baden-Württemberg.
Am 22. März 2025 trat der Förderkreis im Archäologischen Landesmuseum Konstanz durch Beschluss der Mitgliederversammlung der Gesellschaft für Archäologie in Württemberg und Hohenzollern bei. Anschließend wurde von Mitgliedern und Vorständen der zwei landesarchäologischen Vereine Förderkreis Archäologie in Baden und Gesellschaft für Archäologie in Württemberg und Hohenzollern die Zusammenführung als Gesellschaft für Archäologie in Baden-Württemberg e. V. beschlossen. Die Auflösung des Vereins erfolgte am 26. Mai 2025 mit der Eintragung im Vereinsregister beim Amtsgericht Freiburg im Breisgau.

## Ziele
Ziel des Förderkreises war seit seiner Gründung, archäologische Denkmäler in Baden durch die finanzielle und praktische Hilfe interessierter Laien zu erhalten und zu schützen sowie die Arbeitsergebnisse wissenschaftlicher Landesarchäologie einer breiten Öffentlichkeit zu vermitteln.
Dabei war von Anfang an die Zusammenarbeit mit dem Staatlichen Amt für Ur- und Frühgeschichte in Freiburg und dem Staatlichen Amt für Denkmalpflege, Abteilung Ur- und Frühgeschichte in Karlsruhe (heute Landesamt für Denkmalpflege im Regierungspräsidium Stuttgart) sowie mit den Fachinstituten der Landesuniversitäten (heute in Freiburg und Heidelberg) zentral. Deren professionelle Arbeit durch ehrenamtliche Hilfe zu unterstützen war eines der Anliegen des Förderkreises.
Neben anderen Aktivitäten des Vereins hatte insbesondere die Publikation Archäologische Nachrichten aus Baden das Ziel, einem nichtwissenschaftlichen Publikum die archäologische Forschung in Baden nahebringen: „Sie tragen daher einen populär-wissenschaftlichen Charakter, ohne doch auf fachlich begründete Erläuterungen zu verzichten, um weite Kreise anzusprechen.“

## Aktivitäten
Der Förderkreis bot für seine Mitglieder regelmäßig Lehrgrabungen, Führungen und Tagesexkursionen zu Ausgrabungsstätten und Ausstellungen an, die von Archäologen fachlich begleitet wurden.
Einmal jährlich veranstaltete er eine mehrtägige Auslandsexkursion zu archäologisch bedeutsamen Stätten. Ziele waren in der Vergangenheit z. B. Großbritannien, Italien, Frankreich und Dänemark.
Der Förderkreis bewarb Vorträge und Veranstaltungen von archäologischen Museen in Baden und bot in Kooperation mit seinen Partnern – insbesondere dem Landesamt für Denkmalpflege im Regierungspräsidium Stuttgart, den verschiedenen archäologischen Museen in Baden und Archäologen der Universitäten Freiburg und Heidelberg – eigene Vortragsreihen an.
Die Jahrestagungen für Mitglieder fanden an wechselnden Orten innerhalb von Baden statt und boten neben der Mitgliederversammlung ein mehrtägiges Programm aus Fachvorträgen und Exkursionen, z. B. zu Ausgrabungsstätten der jeweiligen Umgebung. Alle drei Jahre wurde die Tagung zusammen mit den Mitgliedern der Gesellschaft für Archäologie in Württemberg und Hohenzollern als Tag der Archäologie abgehalten.
Eine zentrale Aufgabe des Förderkreises bestand darin, seine Mitglieder regelmäßig über Veranstaltungen, Sonderausstellungen und literarische Neuerscheinungen aus der Landesarchäologie zu informieren. Dies geschah über die Vereinshomepage, den E-Mail-Newsletter und das ein- bis zweimal jährlich erscheinende Mitteilungsblatt. Die letzte Ausgabe des Mitteilungsblattes vor der Auflösung des Vereins erschien im Februar 2025.

## Arbeitsgruppen
Zweck der regionalen Arbeitsgruppen – derzeit in Freiburg (AG Südbaden) und Mannheim (AG Kurpfalz) – war das gegenseitige Kennenlernen und die Vernetzung der Mitglieder innerhalb der Regionen. Dazu wurden Programmpunkte wie Tagesexkursionen zu Ausgrabungsstätten oder gemeinsame Besichtigungen von Ausstellungen angeboten.

## Förderprojekte
Finanziell gefördert wurden seit der Gründung zahlreiche Projekte, insbesondere wissenschaftliche Publikationen (z. B. Dissertationen oder Festschriften), die Untersuchung von Fundstücken einzelner Forschergruppen in Speziallaboren oder neue Ideen in der Museumsarbeit. Eine Liste der geförderten Projekte der letzten Jahre befindet sich auf der Homepage des Förderkreises.
Zusätzlich bestand seit 2010 in Zusammenarbeit mit der Gesellschaft für Archäologie in Württemberg und Hohenzollern e. V. die Förderstiftung Archäologie in Baden-Württemberg. Die Gründung erfolgte mit Zuwendungen beider Vereine. Zweck der Stiftung ist, dort archäologische Forschungen im Lande und deren Präsentation zu unterstützen, wo die staatliche Förderung oder die Förderung durch kommunale Einrichtungen nicht ausreicht.

## Archäologie-Preis Baden-Württemberg
Seit dem Jahr 2000 vergab der Förderkreis Archäologie in Baden e. V. alle zwei Jahre zusammen mit dem Landesamt für Denkmalpflege im Regierungspräsidium Stuttgart und der Gesellschaft für Archäologie in Württemberg und Hohenzollern e. V. den von der Wüstenrot Stiftung gestifteten Archäologie-Preis Baden-Württemberg (vorher ab 1982 „Württembergischer Archäologiepreis der Volksbanken und Raiffeisenbanken“, im Jahr 1998 „Baden-Württembergischer Archäologiepreis“). Er wird an ehrenamtlich tätige Personen und Institutionen verliehen, die sich besondere Verdienste um die Erforschung, Publikation und Präsentation archäologischer Funde und Befunde im Land Baden-Württemberg erworben haben. Die bisherigen Preisträger und ihre Verdienste werden auf der Homepage des Vereins vorgestellt.

## Vereinsorgane
Die Mitgliederversammlung, welche mindestens einmal in zwei Jahren zusammentrat, wählte den Vorstand für die Dauer von drei Jahren. Dieser bestand aus fünf Personen: dem Vorsitz, einer Stellvertretung, der Geschäftsführung, der Rechnungsführung und der Schriftleitung. Außerdem wählte sie den Beirat, der sich aus dem Vorsitzenden des Förderkreises, Vertretern der Archäologischen Denkmalpflege, der Museen und der Universitäten sowie weiteren Persönlichkeiten zusammensetzte.

## Publikationen
- Archäologische Nachrichten aus Baden. Herausgegeben vom Förderkreis Archäologie in Baden e. V. (Erschien bis zum Band 100 einmal im Jahr.[6] Alle Jahrgänge bis auf die drei zuletzt erschienenen sind auf den Seiten der Universitätsbibliothek Heidelberg digital verfügbar.[19])
- Archäologische Erlebnisorte zwischen Odenwald und Bodensee. Herausgegeben zum 50-jährigen Bestehen des Förderkreises Archäologie in Baden e. V. von Gabriele Seitz. ISBN 978-3-00-059218-8
- Archäologische Ausgrabungen in Baden-Württemberg – Jahrbuch seit 1981. Herausgegeben vom Landesamt für Denkmalpflege Baden-Württemberg im Regierungspräsidium Stuttgart, der Gesellschaft für Archäologie in Württemberg und Hohenzollern und dem Förderkreis Archäologie in Baden. (Erscheint einmal im Jahr.)
- Mitteilungsblatt. Herausgegeben vom Förderkreis Archäologie in Baden e. V.[20] (Erschien ein- bis zweimal im Jahr.)